# Список главных редакторов «Комсомольской правды»

В список включены журналисты, которые занимали должность главного редактора газеты. В списке отражены периоды работы на посту главного редактора. Список включает почти всех главных редакторов со времени учреждения газеты до наших дней. Со времени учреждения издания (13 марта 1925 года) должность главного редактора издания занимали 19 человек (в течение 1937 года сменилось три главреда):
| Имя                                               | Фотография | Годы жизни | Период работы | Примечания |
| ------------------------------------------------- | ---------- | ---------- | ------------- | --- |
| Александр Слепков                                 |            | 1899—1937  | 1925          | Арестован 26 сентября 1932 г., Коллегией ОГПУ 11 октября 1932 г. осуждён на три года ссылки в г. Тара Западно-Сибирского края. Затем Коллегией ОГПУ 16 апреля 1933 г. вновь осуждён за «руководство контрреволюционной группой правых» на 5 лет ИТЛ. |
| Тарас Костров (Мартыновский, Александр Сергеевич) |            | 1901—1930  | 1925—1928     | Позднее (1928—1929) Костров возглавлял журнал «Молодая гвардия». |
| Бобрышев, Иван Тихонович                          |            | 1903-1938  | 1929          | |
| Троицкий, Андрей Николаевич                       |            | 1902—1938  | 1929—1932     | Репрессирован. |
| Бубекин, Владимир Михайлович                      |            | 1904—1937  | 1932—1937     | В июле 1937 года специальная комиссия осуществляет кадровую чистку сотрудников «Комсомольской правды» после чего В. М. Бубекин был расстрелян. |
| Перельштейн Мирон Львович (и. о.)                 |            | 1907—1944  | 1937          | Вслед за очередным главным редактором арестованы члены редколлегии, заведующие отделами: некому было подписывать газету к выходу в свет, и её некоторое время выпускал член редколлегии Мирон Перельштейн. Позднее репрессирован и уже в заключении расстрелян. |
|                                                   |            |            | 1937          | Слушается дело об антисоветской террористической группе в редакции «Комсомольской правды» |
| Михайлов, Николай Александрович                   |            | 1906—1982  | 1937—1938     | Народная артистка СССР, актриса Людмила Гурченко в интервью, опубликованном после её смерти назвала Михайлова одним из своих гонителей. |
|                                                   |            |            | 1938—1941     | 30 августа 1940 года состоялось партийно-комсомольское собрание редакции. С докладом выступал генеральный секретарь ЦК ВЛКСМ Н. А. Михайлов (бывший главный редактор). |
| Бурков, Борис Сергеевич                           |            | 1908—1997  | 1941—1948     | Постановление ЦК ВЛКСМ «О крупных недостатках в работе редакции газеты „Комсомольская правда“». Стал первым председателем правления АПН. |
| Блатин, Анатолий Яковлевич                        |            | 1910 −1983 | 1948—1950     | В 1960—1963 годы главный редактор газеты «Труд». |
| Горюнов, Дмитрий Петрович                         |            | 1915—1992  | 1950—1957     | Генеральный директор ТАСС при СМ СССР с 1960 по 1967 годы. |
| Аджубей, Алексей Иванович                         |            | 1924—1993  | 1957—1959     | В 1959 году Аджубея назначили главным редактором «Известий». 17 августа 1963 года Аджубей напечатал в «Известиях» запрещённую на том этапе поэму А. Твардовского «Василий Тёркин на том свете». |
| Воронов, Юрий Петрович                            |            | 1929—1993  | 1959—1965     | Секретарь правления СП СССР (1984), в котором состоял с 1974 года. Главный редактор журнала «Знамя» (1984—1986). В 1986—1988 годах заведовал отделом культуры ЦК КПСС. С декабря 1988 по март 1990 главный редактор «Литературной газеты». Уволен после того, как в июне 1965 года в газете была напечатана статья А. Я. Сахнина «В рейсе и после» — о директоре китобойной флотилии «Слава». |
| Панкин, Борис Дмитриевич                          |            | род. 1931  | 1965—1973     | С 28 августа по 14 ноября 1991 последний Министр иностранных дел СССР. |
| Корнешов, Лев Константинович                      |            | 1934—2005  | 1973—1978     | Позднее заместитель главного редактора газеты «Известия». |
| Ганичев, Валерий Николаевич                       |            | 1933—2018  | 1978—1980     | С 1981 года — главный редактор журнала «Роман-газета». |
| Селезнёв, Геннадий Николаевич                     |            | 1947—2015  | 1981—1988     | С декабря 1988 по февраль 1991 года — главный редактор «Учительской газеты». С февраля по август 1991 года — первый заместитель главного редактора газеты «Правда», а после августовских событий 1991 года — главный редактор газеты «Правда». |
| Фронин, Владислав Александрович                   |            | род. 1952  | 1988—1995     | В 1996—2001 — заместитель главного редактора, первый заместитель главного редактора «Российской газеты», издания Правительства РФ. С 2001 года — главный редактор «Российской газеты». |
| Симонов, Валерий Петрович                         |            | род. 1953  | 1995—1997     | С 6 октября 1994 года по 29 апреля 1997 года — главный редактор газеты «Комсомольская правда»; позднее: главный редактор специального издания «Деловой вторник»; первый заместитель главного редактора, главный редактор газеты «Трибуна», ответственный секретарь, главный редактор газеты «Труд», с января 2012 года — главный редактор газеты «Труд».                                      |
| Сунгоркин, Владимир Николаевич                    |            | 1954—2022  | 1997—2022     | Совмещал с позицией генерального директора. |
| Носова, Олеся Вячеславовна                        |            | 1974—      | 2022—         | Совмещает с позицией генерального директора. |